# 追加公認
追加公認（ついかこうにん）とは、選挙で無所属で立候補し、当選したあとで本来の所属党派から公示日にさかのぼって公認候補であったという扱いをうけることである。日本では自由民主党などの保守政党では一般的だが、革新政党ではあまり行われない。
また、公示日には無所属で立候補した候補が投票日までに公認を受ける場合もあり、これも追加公認に含むことがある。

## 概要
日本の衆議院における選挙制度は、長く中選挙区制が基本になっていた。この制度は、一つの選挙区に同じ政党から複数の当選者を出すことが可能であるため、それぞれの候補者のあいだでいわば「同士討ち」になる可能性が強かった。とくに、戦後長期政権を維持してきた自由民主党などの保守政党では、その方法によって、それぞれの候補者が票を掘り起こすことで、全体の支持基盤を強化してきた。日本の保守政党は、政党の組織力はそれほど強くなく、候補者は個人の力で票を集める部分が大きい。候補者は個人後援会を作り、その多くは法的にも政治団体として活動した。そのため、党の公認を得られなくても、決定的に不利になるわけではなかった。このように、当選すれば保守政党に追加公認される、あるいはいずれ入党するであろう候補者を、保守系無所属と呼んだ（当選後も無所属で通す保守系無所属もいるが、例外的）。
そのために、当初は弱いと見られ、党の公認を得られなかった候補者が、選挙期間中に実力をつけ、公認候補を破って当選することもしばしばあった。このとき、「追加公認」というかたちで、公示日前日にさかのぼって公認候補であったという扱いにする手段が生じたのである。従って、いつでも追加公認できるように、公認漏れが無所属で立候補しても、党籍はそのままで、離党を迫られたり、党を除名されることはあまりなかった。
投票する有権者はその候補者の出自を承知していることが多く、党派入りを公約違反と責めることはあまりなかった。もっとも、自民党公認と保守系無所属が最後の1議席を争うような展開では、自民党公認ではないことから逆に野党支持者・無党派の票を取り込み、当選した事例もある。この場合の追加公認は、当然そうした有権者の反感を買うことになるが、相対的にその影響は小さかった。また、実際に党派入りしないことを公約していた候補でも、うやむやにされたケースが多い。
小選挙区比例代表並立制が導入されると、当選者が1人であり重複立候補も可能である性質上、政党公認候補が有利になった。さらに、公職選挙法上も政党公認候補が圧倒的に有利になり（無所属候補は、衆院選では政見放送ができなくなったなど）、中選挙区制時代に比べ、追加公認は極端に少なくなった。そのために極力現職優先で候補者調整が行われるが、自民党公認候補と保守系無所属候補が争い、後者が小選挙区で勝った場合、後者が次期選挙の支部長とされる場合が多い。党公認候補といえども、選挙で負ければ公認漏れ候補にその地位を明け渡さなければならないのである。時には負けた方が保守系無所属に転じたり、最近では民主党や後身の民進党・希望の党、国民新党・みんなの党・日本維新の会などの他党に入党することもある。これも、政党公認候補が有利になった制度変化によるものである。また、これらの政党は政策的に自民党との差異が小さいため、移籍がしやすい事情もある。

他に、党が他党候補を推薦しながら、地元組織が保守系無所属として独自候補を立て、当選後に追加公認された例がある。自民党では2003年（平成15年）の第43回衆議院議員総選挙で、静岡7区で保守新党の熊谷弘を推薦したものの、県連は独自の対立候補者として城内実を立て、結果は城内が当選、追加公認で自民党会派入りした。民主党にも同様の例として、2009年の第45回衆議院議員総選挙で、秋田2区で川口博が、民主党が推薦した社会民主党の山本喜代宏を破った例がある。
極端な例としては保守系無所属の2人を推薦し、小選挙区で当選した方を公示日に遡って追加公認される例もある。しかし小選挙区比例代表並立制が導入されて以来、無所属で出馬すると政党の重複立候補による比例復活もできないことから、保守分裂選挙を行うと共倒れになり野党が勝利してしまう可能性があるために一般的には避けられるケースが多いが、保守分裂となっても野党勢力が勝てないと判断されるケースでは起こりうる。特に、二階俊博が自民党幹事長を務めていた時代（2016年～2021年）における選挙では、この方式を採用するケースが比較的多く見られた。
- 2003年（平成15年）の第43回衆議院議員総選挙における、宮崎3区で古川禎久と持永哲志が争い、当選した古川を追加公認。
- 2014年（平成26年）の第47回衆議院議員総選挙における、福岡1区で井上貴博と新開裕司が争い、当選した井上を追加公認。
- 2016年（平成28年）の第47回衆議院議員補欠選挙における、福岡6区で鳩山二郎（前大川市長）と藏内謙（自由民主党福岡県連推薦）が争い、当選した鳩山を追加公認。
- 2017年（平成29年）の第48回衆議院議員総選挙における下記の選挙区で勝った方に追加公認がなされた。
  - 埼玉11区における、小泉龍司と今野智博の前職同士で争い、勝った小泉を追加公認。
  - 山梨2区における、堀内詔子と長崎幸太郎の前職同士で争い、勝った堀内を追加公認。
  - 岡山3区における、阿部俊子と平沼正二郎の前職と新人で争い、勝った阿部を追加公認。
- 2021年（令和3年）の第49回衆議院議員総選挙における、東京15区で柿沢未途（前職）と今村洋史（元職）が争い、当選した柿沢を追加公認（当選後、柿沢は自民党に入党し谷垣グループに所属）。無党派層が多いとされる都市部で保守分裂が起こると共倒れとなりやすく通常は保守分裂を避ける傾向にあるが、候補者が7人の乱戦となったことから、この保守分裂を執行部が認めた。

2005年（平成17年）の第44回衆議院議員総選挙では、自民党で党議拘束に反し郵政民営化法案に反対し、公認漏れとなった候補がいわゆる「刺客」の公認候補と争った。しかしこのケースでさえ、無所属で当選した造反候補は、追加公認こそされなかったが、郵政民営化を認めることを条件に復党を許されている。

次の第45回衆議院議員総選挙における公認選定で、岐阜1区では、公認漏れで当選→復党した野田聖子と、公認で立候補し選挙区で敗れたが、比例区で当選した佐藤ゆかりの間で争われた。結果は野田の公認が内定し、佐藤は現職が引退する東京5区に転出となった。選挙でどちらを公認したかよりも、どちらが勝ったかを依然として重視している実例といえる。
事情により離党し無所属で出馬した者が、選挙で当選したため追加公認された例もある。第49回衆議院議員総選挙における奈良3区の田野瀬太道は、自身の不祥事（新型コロナウイルスによる緊急事態宣言下での深夜クラブ訪問）により自民党を離党して無所属で出馬していたが、小選挙区で当選したため公示日に遡って追加公認された（その後すぐに復党）。また同席していた松本純、大塚高司らとともにマスコミにて「銀座3兄弟」と名付けられたが、大塚は不出馬、松本は田野瀬と同様に保守系無所属で小選挙区で出馬したものの、当選できずに落選した（その後2022年1月に松本は自民党に復党が認められ、2022年12月に発表された第50回衆議院議員総選挙における神奈川1区の自民党公認が内定した）。このように自民党が公認候補をあえて擁立せずに無所属で出馬した候補者が当選することで、みそぎを済ませたとして復党を認めるケースもある。
首相経験のある森喜朗や、衆議院副議長もつとめた渡部恒三、衆議院議長の額賀福志郎、元自民党副総裁の山崎拓、元自民党幹事長の石原伸晃、江藤・亀井派の領袖だった江藤隆美なども、初当選は追加公認組であった。

## 選挙データを見る上での注意点
日本の保守政党は、追加公認を長く常態として来たため、選挙のデータを見る場合は注意を要する。追加公認された候補者の議席や、落選したが当選すれば保守政党に追加公認されたであろう候補者の得票が、データではしばしば見過ごされるからである。
たとえば、自由民主党の党勢の推移によれば、自民党が過半数の議席を確保できなかった選挙は衆議院で8度、参議院で11度ある。このうち、衆議院では4度、参議院では1度は追加公認を入れると過半数に届いているため、本当に過半数を割ったといえるのは衆議院4度、参議院10度になる。さらに、衆議院では第41回総選挙と第42回総選挙では、時間が経ってからの入党者、他党からの入党者などにより次の総選挙までに過半数を得ており、次の衆議院総選挙まで過半数割れのままだったのは2度（第40回、第45回）しかない。
反面、参議院では次の選挙までに過半数を得たのは2度だけで、1989年の第15回通常選挙以降、2016年の第24回通常選挙直後まで、院全体では過半数割れが続いていた。
これに加え、公認漏れで落選した候補者も多数存在する。そのため、各党の得票数・率を参照する場合は、無所属候補が当選後の追加公認を見込まれた候補者であるかどうかも見る必要がある。そうした候補の得た票が、各党に上乗せされる計算になるからである。

## 保守政党以外の場合
保守政党以外の場合、本来の所属党派から公認漏れとなった場合、当選する事例は少なく、追加公認はさらに少ない。これは、革新政党などの候補者は党や労働組合などの組織力に頼る部分が多く、個人の力だけでの当選が難しいからである。日本共産党や公明党などは、候補者個人が力を持ち過ぎないよう、個人後援会など組織の枠外での政治活動を党の側から規制している（公明党は宗教団体の創価学会が母体であるため、この傾向はさらに極端になる）。
たとえ公認漏れ候補が当選しても、党の側に造反者を許さない傾向が強く、候補者も追加公認を潔しとしない傾向があった。党籍を持ったままの無所属立候補が容認されていた保守政党とは違い、革新政党などではそうした候補は党から除名されるか、自ら離党した事例が多い。従って、復党する場合も選挙からかなり期間が経過するか、あるいは無所属のまま統一会派に入れる形が多かった。保守政党以外の追加公認は、最初から党が推薦し、あらかじめ追加公認の予定を示していた候補者がほとんどである。一方、自民党は公認漏れ候補を党本部が推薦することはほとんどなく、その代わりに自民党の都道府県連や市町村の各支部などが推薦を行ったり、有力政治家が支援を行う。例外は上記の2003年の衆議院選挙における宮崎3区のように、誰を公認とするか決められず、複数の公認漏れを推薦する場合などだが、多くは党本部による推薦がないケースがほとんどである。
こうした事情で、革新政党の場合、公認漏れは無所属のままでの立候補ではなく、離党して（あるいは党から除名され）新党を結成し、あえなく落選してしまうことが多かった（日本共産党を除名された志賀義雄、日本社会党を除名された渋谷修など）。これも、たとえ以前に離党・除名しても、当選すれば追加公認されることの多い保守政党と事情が異なっていたためである（みそぎ選挙を参照）。
また、新党を結成した場合、55年体制以降は当選しても以前の所属政党に二度と戻らなかった候補者がほとんどであり（社会党から分裂した民社党、社会民主連合など）、この点でも保守政党とは対照的である。例えば、自民党から分裂した新自由クラブや保守（新）党は大半が自民党に復帰し所属議員が減少した結果、結党から10年で党自体が自民党に吸収されたり、新党さきがけ、新生党も少なからず自民党に議員が復帰している。社会党の岡崎宏美のように、公認漏れで当選し、その後社会党会派入りしたものの、結局袂を分かった例もある（岡崎は新社会党に加わったが、落選）。
旧民主党は、社会党・社会民主党出身者もいたが、全体としては保守政党に近かった。しかし、追加公認はあまり多くない。これは、民主党が小選挙区制になってからできた政党であるため公認漏れが当選する機会が少ないこと、自民党入りが比較的容易な候補者が多いことが一因と思われる。但し2017年の第48回衆議院議員総選挙では立憲民主党の党籍を持ちながら無所属で立候補していた逢坂誠二が当選後追加公認を受けた。

## 追加公認を受けたことのある政治家一覧

### 自由民主党
太字は小選挙区比例代表並立制導入後以降に追加公認を受けた者。
- 阿部俊子
- 石原伸晃
- 井上貴博
- 岩屋毅
- 衛藤征士郎
- 江藤拓
- 江藤隆美
- 尾身幸次
- 柿沢未途
- 加藤紘一[注 4]

- 熊谷弘
- 小泉龍司
- 桜井新
- 佐藤守良
- 鈴木宗男
- 住栄作
- 園田博之
- 竹下登[注 5]
- 田野瀬太道[注 6]
- 田原隆

- 中馬弘毅
- 徳田虎雄[注 7]
- 戸塚進也
- 中島衛
- 中西健治[注 8]
- 中村正三郎
- 額賀福志郎
- 野中英二
- 鳩山二郎
- 林大幹

- 東力
- 平泉渉
- 福島譲二
- 深谷隆司
- 古川禎久
- 堀内詔子
- 松岡利勝
- 松永光
- 水野清
- 御法川英文

- 森喜朗
- 保岡興治
- 柳沢伯夫
- 山崎拓
- 山村新治郎
- 渡部恒三

### 立憲民主党
- 逢坂誠二

## その他
弘兼憲史のマンガ、『加治隆介の議』では、主人公の初当選は無所属からの追加公認という設定である。